# Bundesvereinigung der Arbeitsgemeinschaften der Notärzte Deutschlands

Logo

Die Bundesvereinigung der Arbeitsgemeinschaften der Notärzte Deutschlands e. V. (BAND) ist eine Vereinigung von notärztichen Arbeitsgemeinschaften in Deutschland. Sie bildet die Dachorganisation von zwölf Arbeitsgemeinschaften. Die Gründung erfolgte am 2. September 1998 und vertritt rund 12.000 Notärzte.
Ziele des Vereins sind die Wahrnehmung der überregionalen Interessen seiner Mitgliedsgemeinschaften, die Koordination der Aktivitäten der Mitgliedsgemeinschaften, die Verbesserung der notfallmedizinischen Versorgung, Öffentlichkeitsarbeit und die Erreichung einer einheitlichen Qualifikation für Notärzte in Deutschland.
Der Verein gibt in Zusammenarbeit mit der Deutschen Interdisziplinären Vereinigung für Intensiv- und Notfallmedizin (DIVI) und der Österreichischen Gesellschaft für Notfall- und Katastrophenmedizin (ÖNK) die Fachzeitschrift "Der Notarzt – Notfallmedizinische Informationen" heraus.

## Regionale Arbeitsgemeinschaften
- Arbeitsgemeinschaft der in Bayern tätigen Notärzte e. V.

- Arbeitsgemeinschaft der in Mecklenburg-Vorpommern tätigen Notärzte e. V.

- Arbeitsgemeinschaft der in Norddeutschland tätigen Notärzte e. V.

- Arbeitsgemeinschaft der in Thüringen tätigen Notärzte e. V.

- Arbeitsgemeinschaft in Brandenburg tätiger Notärzte e. V.

- Arbeitsgemeinschaft Notarzt Berlin e. V.

- Arbeitsgemeinschaft Notärzte in Nordrhein-Westfalen e. V.

- Arbeitsgemeinschaft in Hessen tätiger Notärzte e. V.

- Arbeitsgemeinschaft in Sachsen-Anhalt tätiger Notärzte e. V.

- Arbeitsgemeinschaft Sächsischer Notärzte e. V.

- Arbeitsgemeinschaft Südwestdeutscher Notärzte e. V.

## Überregionale Arbeitsgemeinschaft
Arbeitsgemeinschaft der in der Bundeswehr tätigen Notfallmediziner e. V.